# Колеко телстар алфа — модел
Coleco Telstar Alpha - Model #6030 (Telstar Alpha - Model #6030) је конзола за игру фирме Coleco која је почела да се производи у Сједињеним Америчким Државама током 1977. године.
Користила је GI AY-3-8500 микропроцесорску јединицу.

## Детаљни подаци
Детаљнији подаци о конзоли Telstar Alpha - Model #6030 су дати у табели испод.
|                       |                                |
| [ 1 ]                 |                                |
| Произвођач            |                                |
| Тип                   | играчка конзола                |
| Меморија              |                                |
| Поријекло             | Сједињене Америчке Државе      |
| Година                | 1977                           |
| Тастатура             | 2 палице за игру               |
| Процесор              |                                |
| Фреквенција процесора |                                |
| RAM                   |                                |
| ROM                   |                                |
| Текст                 |                                |
| Графика               | TV излаз                       |
| Боја                  | црно и бијело                  |
| Звук                  | уграђени мали звучник, 3 звука |
| Димензије             |                                |
| Портови               |                                |
| Оперативни систем     |                                |